# Det Mellemkirkelige Råd
Den danske Folkekirkes mellemkirkelige Råd, eller bara Det Mellemkirkelige Råd, är ett danskt kyrkligt, ekumeniskt, samarbetsorgan upprättad 1989. 
Rådet har en historia som sträcker sig tillbaka till 1954, då som en halvofficiell organisation, som stod för det ekumeniska arbetet. Beslutet om upprättandet av ett officiellt mellankyrkligt samarbetsorgan togs i Folketinget under ledning av den dåvarande kyrkoministern Torben Rechendorff 1989. Beslutet mötte dock ett visst motstånd inom den danska folkkyrkans grundtvigianska kretsar, som menade att rådet inte kunde bli ett språkrör för kyrkan. Det fick som konsekvens att rådet enligt lag inte tillåts att uttala sig på folkkyrkans vägnar. Rådet gjordes genom lag till en permanent organisation 1994. Rådets representanter, som består av tio medlemmar (en från varje stift) och två biskopar, som utses av kyrkoministern, väljs på demokratisk väg och tar sig an uppgifter som rör kyrkans nationella och internationella arbete, samt kontakt med andra kyrkosamfund. I varje stift finns dessutom särskilda utskott som representerar rådet lokalt. Från och med 2004 finns även Grönlands stift representerat i rådet.
Rådet deltar i internationellt ekumeniskt arbete i de organisationer som den danska folkkyrkan är medlem i:
- Danske Kirkers Råd
- Europeiska kyrkokonferensen
- Leuenbergdeklarationen
- Kyrkornas världsråd
- Lutherska Världsförbundet
- Borgågemenskapen